# The Pillows
The Pillows fue una banda 
japonesa de rock, consolidado parte del movimiento del j-rock. El grupo ha publicado más de una docena de discos de estudio, junto con diversos EP, singles y discos recopilatorios. El 1 de febrero del 2025 la banda anunció mediante un comunicado oficial en el sitio web que habían decidido separarse después de 35 años.  
Destaca particularmente su trabajo en "FLCL (Furi Kuri)", un anime del estudio Gainax. También han trabajado en otros animes, como Sket Dance , Ahiru no Sora  y BECK. 

## Historia
The Pillows se formó en el año 1987, cuando se dividió la banda de J-Rock "Kenzi & the Trips." Los exintegrantes de Trips Kenji Ueda (bajo) y Shinichiro Sato (batería) se unieron con Yoshiaki Manabe (guitarra), que había tocado previamente para la banda de visual-kei llamada Persia, y Sawao Yamanaka (voz).
El grupo grabó su primer demo-tape, Pantomine, bajo el nombre de The Coinlocker Babies. Ellos hicieron performances en directo durante casi 3 años antes de que firmaran para Captain Records como the pillows. Re-grabaron el demo Pantomine, que fue lanzado como su primer EP, el cual fue seguido inmediatamente por un segundo EP, 90´s My Life. En 1991, se pasaron a la compañía discográfica de Pony Canyon, donde sacaron su primer álbum, Moon Gold. En 1992, al poco tiempo de que fuera grabado su segundo álbum, White Incarnation, Ueda dejó la banda. Su puesto nunca fue debidamente ocupado, el grupo optó por usar una serie de bajistas invitados en sus sesiones de grabación y tours, incluyendo a Tatsuya Kashima de Bad Face, y a Jun Suzuki de The Chewinggum Weekend.
En 1994, la banda de nuevo cambio de compañía, ahora a King Records, y sacaron los álbumes Kool Spice y Living Field, en los cuales expandieron su sonido al incluir un largo rango de influencias incluyendo elementos del reggae, blues y retro-rock, cabe mencionar que algunas de las bandas que influyeron en su estilo fueron The Pixies, The Beatles, The Breeders, Nirvana y muchos otros. Fue en 1997 cuando finalmente pudieron poner su pie en la escena principal del J-Rock, con su álbum Please Mr. Lostman, el cual fue seguido por una serie de hit singles que los terminaron catapultando a la fama. Después de un rotundo tour, procedieron a sacar durante los próximos dos años los muy exitosos álbumes Little Busters, que fue su primer éxito de ventas, Runners High y Happy Bivouac. En 1999, The pillows se acercó al estudio GAINAX, estudio de Anime famoso por sus series Evangelion y Nadia, quienes querían licenciar sus tres álbumes más recientes para una serie experimental de Anime, FLCL. The pillows aceptó, y además compusieron 2 singles más específicamente para el Anime: Ride On Shooting Star y I Think I Can. The pillows no sacó ningún álbum durante el 2001, pero igual siguieron siendo exitosos; las OSTs de FLCL se vendieron bien, como su primera compilación de sus mejores canciones, Fool on the Planet. Sawao concentró sus energías en Delicious Label, su propia compañía discográfica. En ella, se formaron algunas bandas en su compañía discográfica como The Stereo Future, siendo Yoshiaki Manabe el productor. Manabe publicó un álbum solista como "Nine Miles", continuando su idea de experimentación del reggae como en los primeros álbumes.
The pillows puso en venta su siguiente álbum, Smile. En octubre de 2002 "Thank you, my twilight", el décimo álbum de estudio, fue lanzado junto a una colección de dos CD de B-sides titulado Another morning, Another pillows.
Después de otro breve descanso, durante el cual Sawao grabó un trabajo solista bajo Delicious Label, Manabe sacó un segundo álbum de Nine Miles, y Sato realizó tours con The Pees y O.P. King, entre otras. The pillows publicaron el álbum de Penalty Life en noviembre del 2003 y después Good Dreams al año siguiente.
En 2004 salió a la luz un álbum tributo a The pillows, Synchronized Rockers, artistas como Bump of Chicken, Mr. Children, Jiro (GLAY) y muchos más como motivo de su 15º Aniversario de la banda. En marzo de 2005, the pillows tocaron por primera vez en los Estados Unidos de América (EE.UU) en el Estado de Texas, en Austin (SSX), seguido de Nueva York (En la sala de Knitting Factory), en la ciudad de Chicago, etc. Más tarde en el 2006 retornaron para ver a sus fans en América y visitando por primera vez también en México City, en el Circo Volador con la gira de My Foot Tour. Además en junio del mismo año 2005, publicaron una tercera OST del Anime FLCL en Estados Unidos de América, el cual es una recopilación de las 2 OSTs anteriores en la que aparezcan sus propias canciones en ella. En el verano del 2005, Sawao Yamanaka creó una nueva banda aparte llamada The Predators, junto con Jiro de Glay (bajo) y Shinpei Nakayama de Straightener (en batería). 
El álbum My Foot fue sacado el 12 de enero de 2006, el cual más adelante fue lanzado en América, seguido por los exitosos singles "Nonfiction" y "The Third Eye", el álbum se vendió bien, y, debido al sorpresivo éxito, la banda optó por lanzar un tercer single, "Gazelle City". Con un crecimiento internacional de fans y de ventas de álbumes y sencillos en su país durante los cuatro años pasados, The pillows, posiblemente después de varios años, estén al borde de ser famosos alrededor del mundo.
En el 2006, el grupo cambió de compañía y se afiliaron a Avex Trax, donde se encuentran actualmente. En ella, sacaron su primer single titulado Scarecrow el 4 de abril de 2007, siendo utilizado como ending de un anime reciente llamado Moonlight Mile. El 2 de mayo publicaron su primer álbum de estudio denominado "Wake up Wake Up Wake up", donde se incluye una segunda canción llamada Boat House utilizada para su segundo ending en el anime Moonlight Mile también. El 15 de agosto de 2007 sale el nuevo single, Ladybird girl, utilizado como ending del anime/serie BEN 10 en la versión japonesa.
El 14 de noviembre de 2007 sale un nuevo DVD titulado Lostman Go to Yesterday. En ella se incluyen Videoclips y PVs de la banda y extras, con un total de 5 CD + 1 DVD. El 30 de enero de 2008 publicarán el sencillo Tokyo Bambi, en el que se incluye 3 canciones y además 2 PVs extras: TOKYO BAMBI y GO GO! Jupiter; un DVD comercial llamado "Wake up! Stand up! and Go!" sobre la gira de Wake up Tour y la de Lostman Go to Yesterday y por último un álbum titulado Revolution is my Name de Nine Miles (Side Project de Yoshiaki Manabe).
El 20 de enero de 2010, The Pillows realizó un concierto especial, celebrando su 20th aniversario, lo realizó en el famoso Nippon Budokan de Tokyo donde más de 14.000 personas disfrutaron de un increíble espectáculo.
El 31 de enero de 2025 mediante sus redes sociales anunciaron el cese de actividades de la banda tras 35 años de actividad. De todas formas, sus integrantes continuarían sus carreras como solistas.

## Miembros
- Sawao Yamanaka (山中さわお) (letras, voces y guitarra)
- Manabe Yoshiaki (真鍋吉明) (guitarra principal)
- Sato Shinichiro (佐藤シンイチロウ)(batería)
- Kenji Ueda (Bajo, 1987-1992)
- Tatsuya Kashima (bajo, 1992-1999)
- Jun Suzuki (鈴木淳)(bajo, 1999-2015)

## Discografía

### Álbumes
- [1990.05.21] パントマイム (PANTOMIME) (EP)
- [1990.09.25] 90's My Life (EP)
- [1991.06.21] Moon Gold
- [1992.05.21] White Incarnation
- [1994.07.02] KOOL SPICE
- [1995.03.24] Living Field
- [1997.01.22] Please Mr. Lostman
- [1998.02.21] Little Busters
- [1999.01.22] Runner's High
- [1999.12.02] Happy Bivouac
- [2001.02.07] Fool on the planet
- [2001.10.31] Smile
- [2002.10.23] Thank You, My Twilight
- [2002.10.23] Another Morning, Another Pillows
- [2003.11.06] Penalty Life
- [2004.06.23] Turn Back
- [2004.11.03] GOOD DREAMS
- [2006.01.12] MY FOOT
- [2007.05.02] Wake up! Wake up! Wake up!
- [2008.06.25] Pied Piper
- [2009.10.14] Ooparts
- [2010.06.23] Discharge (CD como solista de Yamanaka)
- [2011.01.26] Horn Again
- [2012.01.18] Trial
- [2014.10.22] Moondust
- [2016.04.06] STROLL AND ROLL
- [2017.03.08] NOOK IN THE BRAIN
- [2018.03.08] REBROADCAST

### Singles
- [1991.05.21] ame ni utaeba
- [1992.04.17] kanjo wa SHISUTAA
- [1994.08.24] Daydream Wonder
- [1995.03.24] GIRLFRIEND
- [1996.01.24] Tiny Boat
- [1996.06.21] STRANGE CHAMELEON
- [1996.08.21] Swanky street
- [1996.11.21] Trip Dancer
- [1997.03.05] kanojo wa kyou
- [1997.06.28] ONE LIFE
- [1997.11.21] HYBRID RAINBOW
- [1998.01.21] ANOTHER MORNING
- [1998.09.02] No Self Control
- [1998.11.27] INSTANT MUSIC
- [1999.07.28] CARNIVAL
- [1999.10.27] Rush
- [2000.04.26] Ride on Shooting Star
- [2000.11.22] I Think I Can
- [2002.08.01] shiroi natsu to midori no jitensha, akai kami to kuroi gitaa
- [2003.09.03] Terminal Heaven's Rock
- [2004.10.06] sono mirai wa ima
- [2005.09.14] NONFICTION
- [2005.11.23] Third Eye
- [2006.02.26] GAZELLE CITY
- [2007.04.04] Scarecrow
- [2007.08.15] Lady Bird Girl
- [2008.05.28] New Animal
- [2009.09.02] 雨上がりに見た幻 (Ameagari ni Mita Maboroshi)
- [2010.01.20] Rodeo star mate
- [2010.12.01] Movement
- [2011.02.18] Tabasco Disco
- [2011.06.08] Comic Sonic
- [2011.12.07] エネルギヤ (Energía)
- [2013.09.16] ハッピー・バースデー (Happy Birthday)
- [2014.09.17] About A Rock’n’Roll Band

### Compilaciones y Conciertos
- [1990.12.20] Christmas Tape
- [2001.05.05] Busters on The Planet (Live at Akasaka Blitz)
- [2004.09.16] Synchronized Rockers
- [2004.09.16] 15th Anniversary Special Live at Shibuya-AX
- [2005.09.14] Delicious Bump Tour in USA
- [2006.02.26] Delicious Bump Show
- [2007.02.07] Lostman Go to America
- [2007.11.14] Lostman Go to Yesterday
- [2008.01.30] Wake up! Stand up! and Go!
- [2008.12.01] Lostman Go to City
- [2009.01.28] Pied Piper Go to Yesterday
- [2010.01.20] Lostman Go to Budokan
- [2010.06.23] Parts of Ooparts
- [2011.02.16] Born in The ‘60s
- [2011.10.12] BORN AGAIN 2011.04.24 at Zepp Tokyo“HORN AGAIN TOUR”
- [2012.01.18] WE ARE FRIENDS ~NAP UTATANE TOUR 2011 SEPTEMBER in USA~
- [2012.04.11] the pillows presents “Born in The ‘60s” 2011.10.09 at Zepp Sendai
- [2012.11.14] REAL TRIAL 2012.06.16 at Zepp Tokyo“TRIAL TOUR”
- [2014.03.12] the pillows MV集 REVIVAL OF MOTION PICTURES
- [2014.03.12] OUR BLACK FLAG
- [2014.09.17] the pillows 25th Anniversary NEVER ENDING STORY “Do You Remember The 2nd Movement?”
- [2015.01.21] the pillows 25th Anniversary NEVER ENDING STORY “DON’T FORGET TODAY!” 2014.10.04 at TOKYO DOME CITY HALL
- [2016.03.02] Across the metropolis